# Blorenge

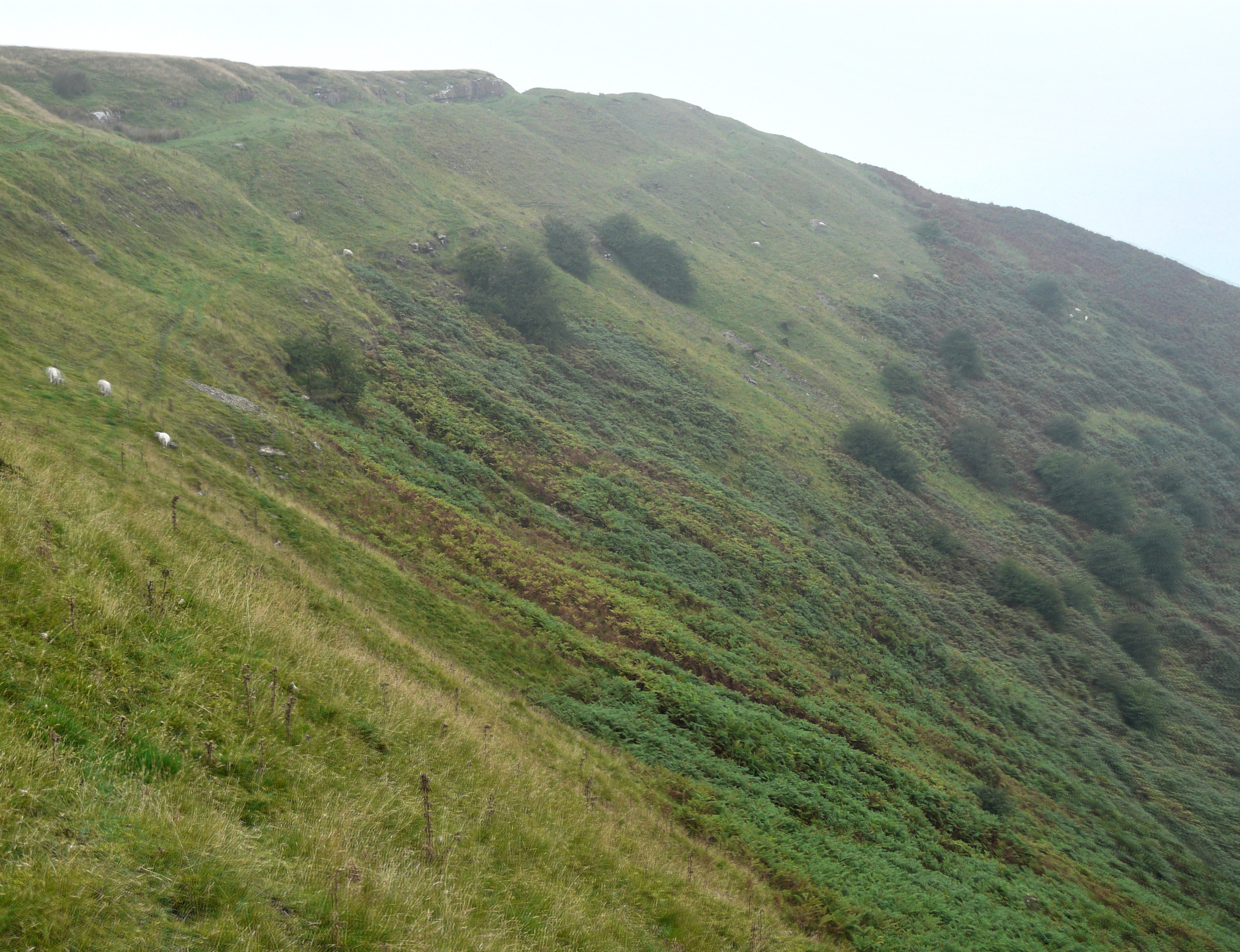
Blorenge.

The Blorenge eller Blorenge är en kulle i Monmountshire i sydöstra Wales vid dammen Pen-ffordd-goch pond, lokalt känd som Keeper's Pond. Blorenge var ursprungligen ett område för brytning av järn. Verksamheten är sedan länge nedlagd och kullen ägdes 2014 av South East Wales Hang Gliding and Paragliding Club. Kullen når en höjd av 561 meter över havet.
Blorenge är bland annat känt för att dess namn rimmar på det engelska ordet orange (orange eller apelsin), som har väldigt få ord som rimmar.